# Live in L.A. (Death & Raw)
Live in L.A. (Death & Raw) è un album dal vivo del gruppo musicale statunitense Death, pubblicato il 16 ottobre 2001 dalla Nuclear Blast.

## Descrizione
La registrazione è stata effettuata il 5 dicembre 1998 al Whisky a Go-Go di Los Angeles, California, durante uno degli ultimi concerti dei Death. L'album venne pubblicato per raccogliere fondi per le cure del cantante e chitarrista, nonché frontman della band, Chuck Schuldiner, al quale venne diagnosticato un tumore al cervello nel 1999. Schuldiner morirà circa due mesi dopo la pubblicazione dell'album, il 13 dicembre, nella sua casa in Florida.

## Tracce
Testi e musiche di Chuck Schuldiner.
1. Intro / The Philosopher – 3:52
2. Spirit Crusher – 6:26
3. Trapped in a Corner – 4:25
4. Scavenger of Human Sorrow – 6:39
5. Crystal Mountain – 4:47
6. Flesh and the Power It Holds – 8:01
7. Zero Tolerance – 5:00
8. Zombie Ritual – 4:41
9. Suicide Machine – 4:14
10. Together as One – 4:11
11. Empty Words – 7:03
12. Symbolic – 6:16
13. Pull the Plug – 6:22

## Formazione
- Chuck Schuldiner – voce, chitarra
- Shannon Hamm – chitarra
- Scott Clendenin – basso
- Richard Christy – batteria